# پیش‌خال‌چشمی‌ها
پیش‌خال‌چشمی‌ها (نام علمی: Proagriocharis kimballensis) نام یک گونه از زیرخانواده فیل‌مرغیان است.